# Papua Nuova Guinea ai Giochi della XXVI Olimpiade
La Papua Nuova Guinea ha partecipato ai Giochi della XXVI Olimpiade di Atlanta, che si sono svolti dal 19 luglio al 4 agosto 1996.
Gli atleti della delegazione guineana sono 11.

## Risultati

### Atletica leggera
| Atleta                                    | Evento            | Batteria  | Batteria  | Quarto di finale | Quarto di finale | Semifinale | Semifinale | Finale          | Finale          |
| Atleta                                    | Evento            | Risultato | Posizione | Risultato        | Posizione        | Risultato  | Posizione  | Risultato       | Posizione       |
| ----------------------------------------- | ----------------- | --------- | --------- | ---------------- | ---------------- | ---------- | ---------- | --------------- | --------------- |
| Ivan Wakit                                | 400 m piani       | 53"42     |           | N.D.             | N.D.             | N.D.       | N.D.       | non qualificato | non qualificato |
| Samuel Bai Ivan Wakit Amos Ali Subul Babo | Staffetta 4×400 m | 3'19"92   |           | N.D.             | N.D.             | N.D.       | N.D.       | non qualificati | non qualificati |

### Pugilato
| Gara              | Atleta      | Sedicesimi                      | Ottavi | Quarti | Semifinali | Finale |
| ----------------- | ----------- | ------------------------------- | ------ | ------ | ---------- | ------ |
| Pesi piuma        | Lynch Ipera | Daniel Attah (Nigeria) (2-14)   | N.D.   | N.D.   | N.D.       | N.D.   |
| Pesi leggeri      | Henry Kunsi | Agnaldo Nunez (Brasile) (11-11) | N.D.   | N.D.   | N.D.       | N.D.   |
| Pesi superleggeri | Steven Kevi | Davis Mwale (Zambia) (3-16)     | N.D.   | N.D.   | N.D.       | N.D.   |